# Дойерлинг
Дойерлинг (нем. Deuerling) — община в Германии, в земле Бавария. 
Подчиняется административному округу Верхний Пфальц. Входит в состав района Регенсбург. Подчиняется управлению Лабер.  Население составляет 2080 человек (на 31 декабря 2010 года). Занимает площадь 7,13 км².
Община подразделяется на 6 сельских округов.

## Население
По оценке на 31 декабря 2015 года население общины Дойерлинг составляет 2059 чел. 

| Дата      | 1840 | 1871 | 1900 | 1925 | 1939 | 1950 | 1961 | 1970 | 1987 | 2011 |
| --------- | ---- | ---- | ---- | ---- | ---- | ---- | ---- | ---- | ---- | ---- |
| Население | 536  | 784  | 640  | 678  | 797  | 937  | 1076 | 1287 | 1625 | 2043 |

| Год       | 1960 | 1970 | 1980 | 1990 | 2000 | 2009 | 2010 | 2011 | 2012 | 2013 | 2014 | 2015 |
| --------- | ---- | ---- | ---- | ---- | ---- | ---- | ---- | ---- | ---- | ---- | ---- | ---- |
| Население | 1076 | 1325 | 1400 | 1721 | 2036 | 2074 | 2080 | 2038 | 2013 | 2048 | 2066 | 2059 |